# 다이어터
다이어터는 네온비 작가가 글을, 캐러멜 작가가 그림을 맡아 대한민국의 포털 사이트 다음에 공동으로 연재했던  웹툰이다. 2011년 2월 23일부터 연재되기 시작하였고, 2012년 7월 6일 금요일 100화를 마지막으로 다이어터는 끝을 맺었다. 또한 다이어터의 단행본은 1권과 2권, 3권이 각각 출간되어 있다.
2012년에 과거편,뒷이야기 격인 《다이어터 사이드스토리》가 연재되었고, 단행본이 한정 발매되었다.

## 개요
이 만화는 대한민국에 사는 25세의 여성이자 은행원인 '신수지'의, 자신의 몸 속 세계가 질서가 바로잡힌 나라로 바뀌어 가도록 노력하는 투쟁기 즉 다이어트 도전기이다. 효과적인 다이어트 방법과 운동 방법이 작중에 언급되고 있는 학습만화와 비슷한 방식이다. 수지는 매우 뚱뚱하고 의지가 약한 여성으로, 수지의 몸 속 현황은 '수지월드'라는 수지의 몸 속을 절묘하게 비유한 가상의 공간에서 벌어지는 일들로 비유된다. '수지월드'는 지방들이 지배하는 꿈도 희망도 없는 공간으로 묘사되고 있으며, 지방들은 그 수가 조금씩 늘어나다가 아예 도시를 지배한 귀여운 듯하지만 흉폭하며 매우 욕심이 많고 잔인하고 두뇌와 행동력을 겸비한 깡패들이다. 수지가 폭식을 하거나 할 때에는 지방들이 늘어나며, 수지가 식이요법이나 운동을 할 때에는 지방의 몸이 작아진다.

## 등장 인물

### 실제 세계
신수지
은행원. 매우 뚱뚱하여 건강이 위협을 받고 있지만, 의지가 약하고 다이어트 상식이 잘못되어 있어서 다이어트를 번번이 실패하곤 한다. 수지의 일상은 운동은 거의 하지 않고 폭식을 하는 불규칙한 스타일이었다. 그러나 찬희를 만난 것을 계기로 하여 다이어터의 길을 걷기 시작하였으며 살이 빠진다.
후에 찬희가 자신의 다이어트 경험을 바탕으로 다이어트 블로그를 만들려고 한다는 것을 알게 되자 자신도 자신의 다이어트 경험을 바탕으로 많은 뚱뚱한 사람들을 돕고 싶었다며 찬희의 다이어트 블로그 개장에 동의한다.
서찬희
본래 네온비/캐러멜 작가의 전작인 셔틀맨에 등장하는 인물. 셔틀맨에서 찬희는 과식과 운동부족으로 고도비만이 되어, 네온비의 헬스장에서 살을 빼지만, 원래는 돈이 없는 상태에서 헬스장에서 운동하여서 네온비 관장의 헬스장에 얹혀살게되었다. 외모는 꽤 잘 생겼지만 막돼먹고 잘난척이 심하고 자신의 잘못을 인정하지 않는 성격. 매일 헬스 트레이너인 척하고 다녀서 네온비 관장에게 구박을 받는다. 그러나 자신이 잘못해서라고 인정하지 않는 찬희는 네온비에게 반감을 품어 수지에게 사기를 치고 도망치지만, 경찰에게 곧장 체포된다. 네온비가 찬희가 사기친 돈을 도로 내놓고 빌어서 합의했지만, 당연히 찬희는 헬스장에서 쫓겨난다. 이에 갈 곳이 없어진 찬희는 수지의 살을 빼준다는 조건으로 수지의 집에 기거하게 되고, 수지에게 선생님이라고 불리며 수지가 다이어트하는 것을 조언하고 수지가 다이어트 도중 찾아올 수 있는 위기들로부터 탈출하는 데 돕는다. 찬희가 수지의 살을 빼주고는 있지만, 그것은 사실 찬희의 계획으로, 그 목적은 수지의 살을 빼주어 비포 앤 애프터 사진을 만들어 홍보해 자신의 이름을 높인 다음 유명 트레이너가 되어 네온비의 헬스장을 사버린 후 네온비를 부리는 것이다.
수지의 다이어트를 도와주면서 트레이너로서 진지해졌으며,수지를 진심으로 생각해주는 모습을 보여준다.
네온비 관장
큰 헬스장 관장. 부엉이의 머리에 인간의 몸을 하고 있다. 이것은 사실 '다이어터'의 스토리 작가인 네온비가 모델으로, 네온비는 외전이나 후기에서 자신의 캐릭터를 의인화된 부엉이의 모습으로 등장시킨다.
8년 전 돌봐줄 부모님도 없이 방황했던 찬희를 돌봐주었으며,고도비만이었던 찬희의 다이어트를 돕는다. 찬희가 수지의 다이어트를 도와주면서 수지가 점점 날씬해지자 찬희에게 큰 헬스장의 정식 헬스 트레이너를 시켰다.
김부장
수지의 직장인 은행의 부장. 그도 수지와 같이 매우 뚱뚱하다. 짜증나는 성격이라 인기가 없는데 수지만 부장의 편을 들어주었고 그런 부장은 어느샌가 수지를 좋아하게 되어 수지가 다이어트에 성공하면 자신의 편이 없어질까 봐 수지가 다이어트하는 것을 방해하려고 한다. 하지만 최근엔 수지와 꽤나 가까워지고, 자신도 건강을 위해 운동을 하기 시작하였다.
다이어트를 시작하면서 혈당치가 정상으로 돌아오고 내장지방과 지방간 치수가 낮아졌다. 부모님의 추천으로 만나게 된 여인과 사랑에 빠져 결혼한다.
송참새
수지가 일하는 은행원으로 찾아온 고객이자 여고생. 참새도 수지처럼 엄청난 비만이다. 수지가 다이어트를 하며, 자신의 초기 모습을 보는거 같아서 참새에게 다이어트를 권유하였으며, 큰 헬스장에 다니며, 본격적으로 다이어트를 시작하게 된다. 어려운 가정 형편 때문에 몸에 나쁜 가공식품을 많이 먹고 언제나 수북이 쌓인 밥을 먹은 탓에 살이 쪘지만 자연식품 중에서도 저렴한 음식과 할인 중인 음식을 알아보고, 밥의 양을 줄이면서 살이 빠졌다.
초반에는 여드름도 심했으나 살이 빠지면서 여드름도 많이 줄어들었고 외모 콤플렉스가 심했던 예전과 달리 성격도 밝고 씩씩한 성격으로 변했다. 또한 참새의 가족들도 참새와 같이 다이어트를 하면서 점점 건강해지고 살이 빠졌다.
저스틴의 pt를 받으면서 저스틴을 좋아하게 되지만 저스틴의 부드러운 어조의 거절 편지를 읽으면서 저스틴과의 관계를 정리한다. 1년 뒤 뚱뚱한 대학생이 될지도 모른다는 초반의 염려와는 달리 날씬한 모습으로 졸업사진을 찍는다.
저스틴 리
큰 헬스장에 새로온 헬스 트레이너. 본명은 이성윤. 186cm의 장신이며 큰 헬스장에 오기 전엔 강남에서 연예인 전문 트레이너로 일하고 있었다. 잘생긴 외모와 친절한 성격 덕분에 여성 회원들에게 인기가 많고,천천히 살을 빼는 정석 다이어트를 강조했던 찬희와 달리 단기간에 강도를 높여 위험하지 않는 선에서 빨리 빼는 다이어트 방법 위주로 가르쳤기 때문에 찬희는 그런 저스틴이 마음에 안 들어 라이벌 의식을 가지게 된다.
열심히 하지 않는 회원들을 싫어하며,누구보다 열심히 운동을 했던 참새의 pt를 무료로 하기로 한다. 그러나 참새가 자신을 좋아하게 되자 참새와 일일 데이트를 한 뒤 부드러운 어조의 편지로 참새의 고백을 거절한다.
뻥튀기 아줌마
큰 헬스장이 5층에 있는 건물의 주인이며,김 부장과 같이 운동을 하면서 친해졌다. 운동을 열심히 하지는 않지만 꾸준히 하고 있으며 뻥튀기를 좋아한다. 찬희의 과거를 다룬 사이드스토리에선 딸이 나오는데, 찬희에게 가방을 도둑맞았던 딸을 도와준 네온비 관장을 만나면서 네온비 관장에게 건물의 5층에 헬스장을 짓는 것을 추천한다.
김다슬(사이드 스토리)
저스틴의 과거를 다룬 사이드스토리에 등장하는 인물. 돈이 많은 다른 연예인 회원들과 달리 취업준비생이며, 부모님과의 사이도 나빠서 가출까지 한 여성이다. 뚱뚱한 몸에 대한 콤플렉스가 심했을 뿐 아니라 뚱뚱한 몸 때문에 회사 면접에도 많이 떨어졌다. 저스틴의 pt를 받으면서 자신을 따뜻하게 대해주는 저스틴을 좋아하게 되었고, 정상체중이 되었지만 pt가 끝난 이후 저스틴이 자신을 밀어내자 그동안의 스트레스가 폭발해 폭식증에 걸린다. 결국 헬스장을 그만두고 병원 치료를 받으면서 폭식증을 치료한다.

### 수지 세계
지방대장
실제 세계의 수지와 똑같이 생겼다. 자신의 부하들을 이용해 지방세계를 건설하고 있다. 그러나 수지가 어렸을 때, 즉 비만이 아니었을 땐 온화한 모습이었으며, 수지가 다이어트에 성공하자 개과천선해 옛날의 온화하고 착했던 모습으로 돌아온다.
지방
수지 몸에 절반 이상을 차지하는 물질. 매우 난폭하며, 거리를 더럽히는 등 수지 몸을 망가뜨리고 있다. 허나 수지가 체중이 줄고, 운동을 하고 있으면, 지방들의 크기가 줄어들게 된다. 수지가 살을 빼면서 크기가 작아졌다.
수분
사람 몸의 70%를 차지하는 물질이나, 수지의 몸에는 거의 없다. 지방과 대립하고 있다.
단백질
수지가 거의 섭취하지 않았던 물질로 그 수가 현저히 적다. 지방들의 횡포를 막아보려 하고 있다.